# ريكو بيتر (متزلج جماعي)
ريكو بيتر هو متزلج جماعي سويسري، ولد في 13 سبتمبر 1983 في Luthern ‏ في سويسرا.

## وصلات خارجية
- الموقع الرسمي
- ريكو بيتر على موقع IBSF (الإنجليزية)
- ريكو بيتر على موقع اللجنة الأولمبية الدولية (الإنجليزية)
- ريكو بيتر على موقع أوليمبيديا (الإنجليزية)